# Ichneumon zelotypus
Ichneumon zelotypus là một loài tò vò trong họ Ichneumonidae.